# Patrick Paauwe
Patrick Paauwe (Dronten, 27 december 1975) is  een Nederlands voormalig profvoetballer. Hij speelde als middenvelder, hoewel hij geregeld als verdediger werd opgesteld. Paauwe is de oudere broer van voormalig keeper Cees Paauwe.

## Biografie
Paauwe begon zijn carrière bij SV 't Harde waarna hij in 1994 bij PSV in twee seizoenen twee wedstrijden speelde. Daarna speelde hij één jaar bij De Graafschap, maar hij brak door bij Fortuna Sittard. Na twee jaar Fortuna verdiende hij in 1998 een transfer naar Feyenoord, waar hij een landskampioenschap, een Johan Cruijff Schaal en een UEFA Cup won. In 2006 vertrok Paauwe na acht seizoenen naar Valenciennes. Na één seizoen in Noord-Frankrijk tekende hij in juni 2007 bij Borussia Mönchengladbach. Vanaf het seizoen 2009/10 kwam Paauwe uit voor VVV-Venlo. Hier werd hij aanvoerder. Op 31 januari 2011 maakte Paauwe bekend per direct te stoppen met voetbal.
Paauwe is na zijn carrière enkele jaren jeugdtrainer geweest bij PSV. In 2021 maakte RTV Rijnmond een reportage met Paauwe, die inmiddels werkzaam was als hovenier in Eindhoven.

## Statistieken
| Seizoen | Club                     | Competitie    | Wed. | Goals |
| ------- | ------------------------ | ------------- | ---- | ----- |
| 1993/94 | PSV                      | Eredivisie    | 1    | 0     |
| 1994/95 | PSV                      | Eredivisie    | 1    | 0     |
| 1995/96 | De Graafschap            | Eredivisie    | 23   | 0     |
| 1996/97 | Fortuna Sittard          | Eredivisie    | 31   | 4     |
| 1997/98 | Fortuna Sittard          | Eredivisie    | 31   | 4     |
| 1998/99 | Feyenoord                | Eredivisie    | 30   | 5     |
| 1999/00 | Feyenoord                | Eredivisie    | 28   | 2     |
| 2000/01 | Feyenoord                | Eredivisie    | 31   | 6     |
| 2001/02 | Feyenoord                | Eredivisie    | 28   | 2     |
| 2002/03 | Feyenoord                | Eredivisie    | 32   | 2     |
| 2003/04 | Feyenoord                | Eredivisie    | 29   | 4     |
| 2004/05 | Feyenoord                | Eredivisie    | 21   | 0     |
| 2005/06 | Feyenoord                | Eredivisie    | 30   | 4     |
| 2006/07 | Valenciennes             | Ligue 1       | 29   | 1     |
| 2007/08 | Borussia Mönchengladbach | 2. Bundesliga | 33   | 3     |
| 2008/09 | Borussia Mönchengladbach | Bundesliga    | 25   | 1     |
| 2009/10 | VVV-Venlo                | Eredivisie    | 31   | 1     |
| 2010/11 | VVV-Venlo                | Eredivisie    | 17   | 1     |
| Totaal  | Totaal                   | Totaal        | 451  | 40    |

## Interlandcarrière
Paauwe speelde vijf wedstrijden voor het Nederlands elftal. Onder leiding van bondscoach Louis van Gaal maakte hij zijn debuut voor Oranje op 15 november 2000 in de oefenwedstrijd in en tegen Spanje (1-2), net als Kevin Hofland (PSV) en Fernando Ricksen (Glasgow Rangers). Paauwe viel in dat duel na 45 minuten in voor Hofland.
| Interlands van Patrick Paauwe | Interlands van Patrick Paauwe | Interlands van Patrick Paauwe | Interlands van Patrick Paauwe | Interlands van Patrick Paauwe | Interlands van Patrick Paauwe |
| №                             | Datum                         | Wedstrijd                     | Uitslag                       | Competitie                    | Doelpunten                    |
| Als speler van Feyenoord      | Als speler van Feyenoord      | Als speler van Feyenoord      | Als speler van Feyenoord      | Als speler van Feyenoord      | Als speler van Feyenoord      |
| ----------------------------- | ----------------------------- | ----------------------------- | ----------------------------- | ----------------------------- | ----------------------------- |
| 1                             | 2 september 2000              | Spanje – Nederland            | 1 – 2                         | Vriendschappelijk             | 0                             |
| 2                             | 24 maart 2001                 | Andorra – Nederland           | 0 – 5                         | WK-kwalificatie               | 0                             |
| 3                             | 2 juni 2001                   | Estland – Nederland           | 2 – 4                         | WK-kwalificatie               | 0                             |
| 4                             | 13 februari 2002              | Nederland – Engeland          | 1 – 1                         | Vriendschappelijk             | 0                             |
| 5                             | 27 maart 2002                 | Nederland – Spanje            | 1 – 0                         | Vriendschappelijk             | 0                             |

## Erelijst
| Competitie               |           |           |           |           |
| Competitie               | Aantal    | Jaren     |           |           |
| Feyenoord                | Feyenoord | Feyenoord | Feyenoord | Feyenoord |
| ------------------------ | --------- | --------- | --------- | --------- |
| Internationaal           |           |           |           |           |
| UEFA Cup                 | 1x        | 2001/02   |           |           |
| Nationaal                |           |           |           |           |
| Eredivisie               | 1x        | 1998/99   |           |           |
| Johan Cruijff Schaal     | 1x        | 1999      |           |           |
| Borussia Mönchengladbach |           |           |           |           |
| 2. Bundesliga            | 1x        | 2007/08   |           |           |